# Tripolifosfat de sodiu
Trifosfatul de sodiu (STP), numit, de asemenea, tripolifosfat de sodiu (STPP) sau tripolifosfat (TPP), este un compus anorganic cu formula Na5P3O10. Este sarea de sodiu a penta-anionului polifosfat, care este baza conjugată a acidului trifosforic.